# Abigail Forbes
Abigail Forbes (ur. 10 marca 2001) – amerykańska tenisistka, mistrzyni Wimbledonu 2019 w grze podwójnej dziewcząt.

## Kariera tenisowa
W swojej karierze seniorskiej nie wygrała żadnego turnieju rangi ITF. Najwyżej w rankingu WTA notowana była na 1194. miejscu w deblu (16 września 2019).
W 2019 roku została mistrzynią Wimbledonu w grze podwójnej dziewcząt (w parze z Savannah Broadus), zwyciężając w finale z deblem Kamilla Bartone–Oksana Sielechmietjewa.

## Finały juniorskich turniejów wielkoszlemowych

### Gra podwójna
| Końcowy wynik | Rok  | Turniej   | Nawierzchnia | Partnerka        | Przeciwniczki                          | Wynik finału  |
| Zwyciężczyni  | 2019 | Wimbledon | Trawiasta    | Savannah Broadus | Kamilla Bartone Oksana Sielechmietjewa | 7:5, 5:7, 6:2 |